# Mokrý rybník
Mokrý rybník o rozloze 16,68 ha se nalézá na půli cesty mezi vesnicí Čekanice a městečkem Sedlice (v jejímž katastru se nachází), v okrese Strakonice. Jde o levý přítok Bílého potoka.
Rybník je využíván pro chov ryb. Vlastníkem rybníka je Jana Toombsová a J. Valsák, provozovatelem je firma Blatenská ryba, s.r.o.
Dle Seznamu významných vodních děl v České republice jde o vodní dílo IV. kategorie.

## Galerie

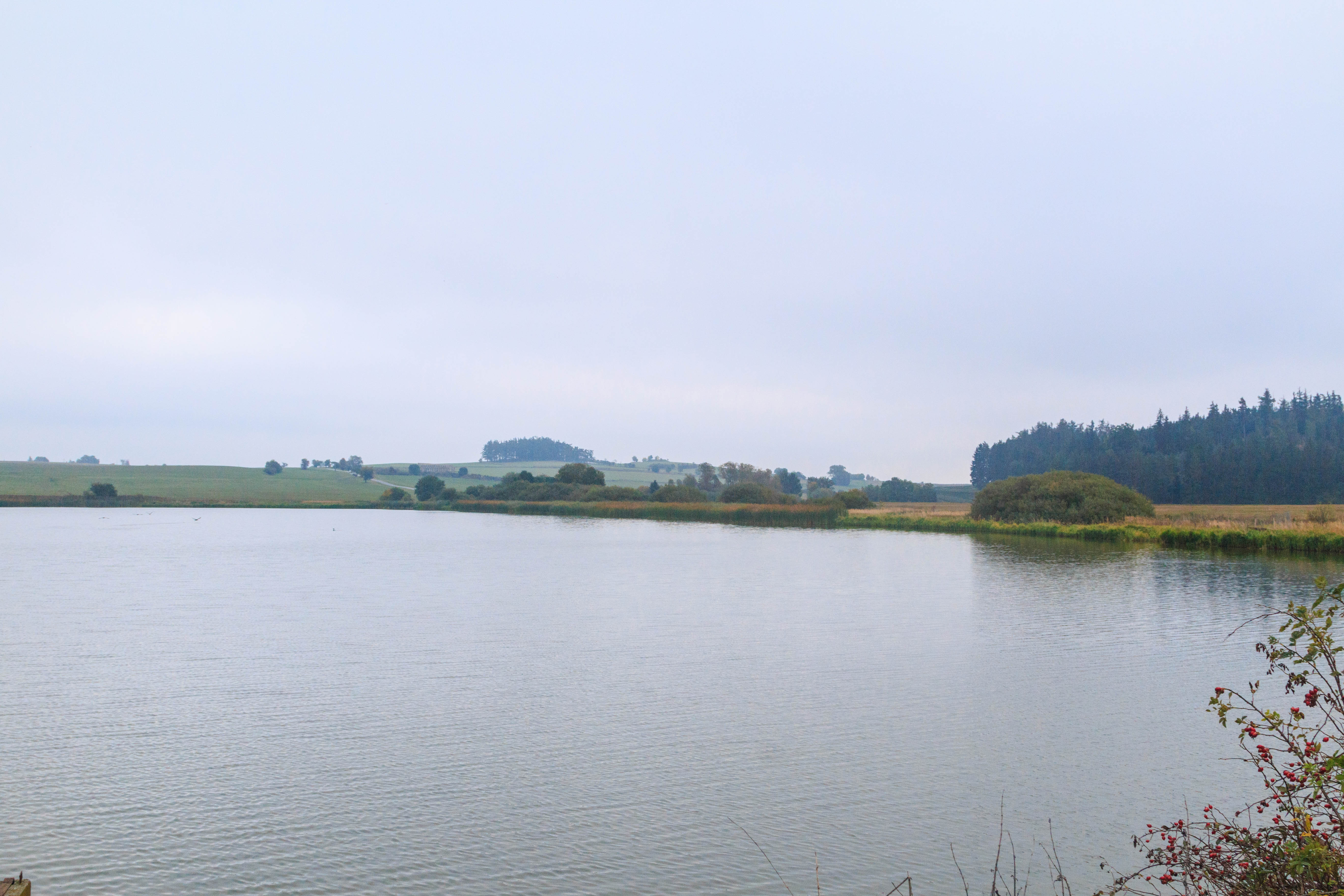
Rybník Mokrý u Čekanic
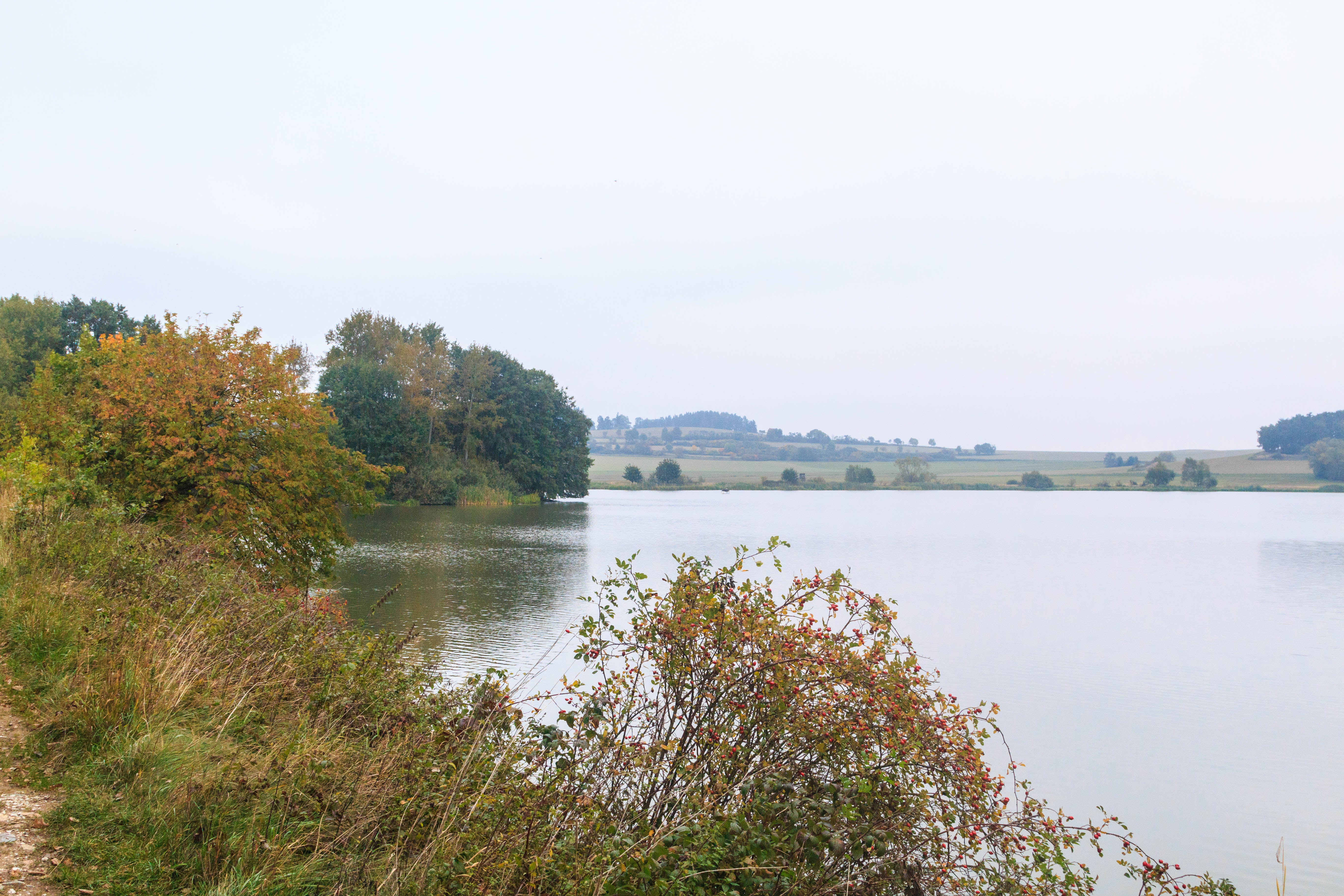
Rybník Mokrý u Čekanic
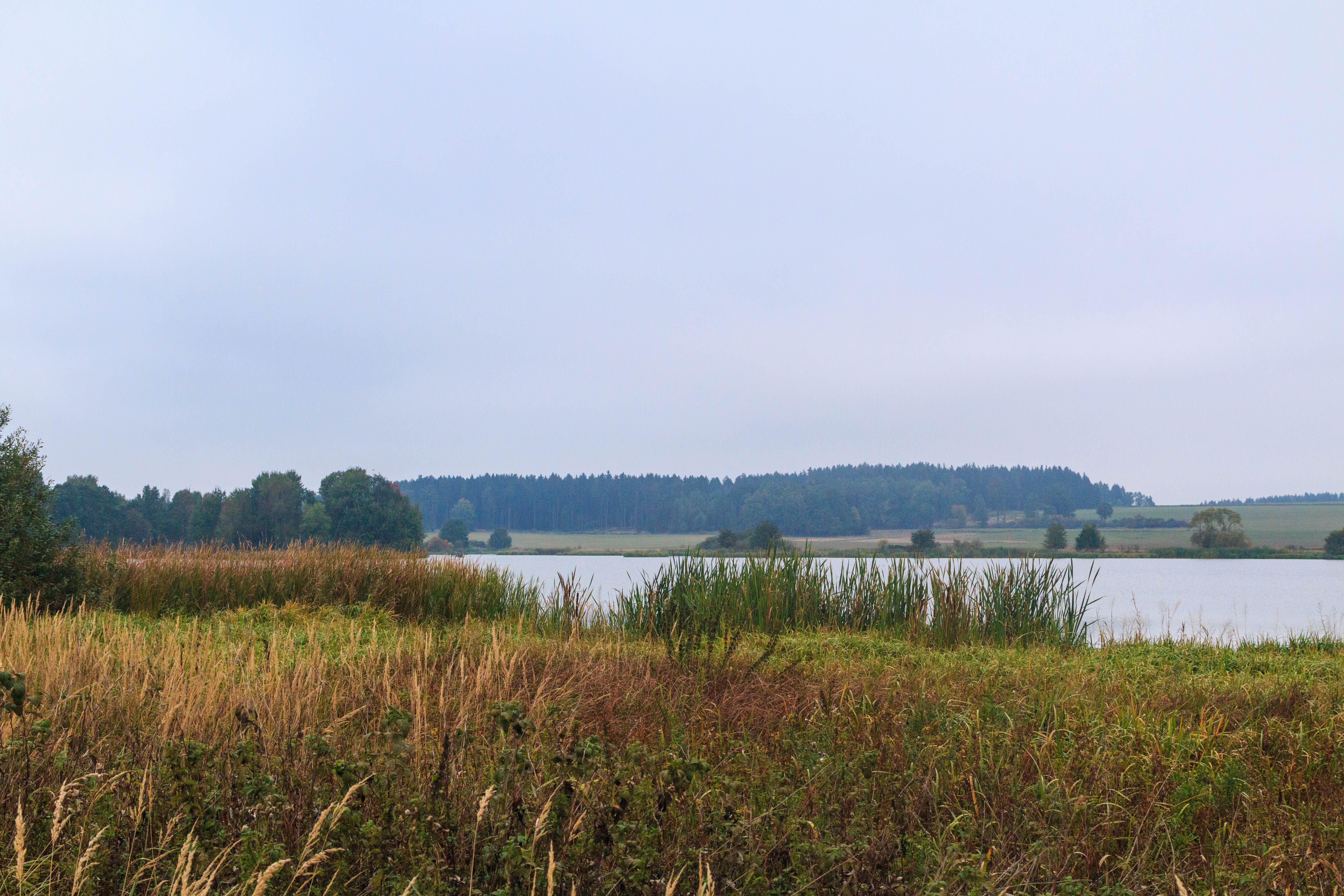
Rybník Mokrý u Čekanic